# ناپلئون مورفی براک
ناپلئون مورفی براک (انگلیسی: Napoleon Murphy Brock؛ زادهٔ ۷ ژوئن ۱۹۴۵) یک موسیقی‌دان اهل ایالات متحده آمریکا است.